# Krzysztof Kłosek

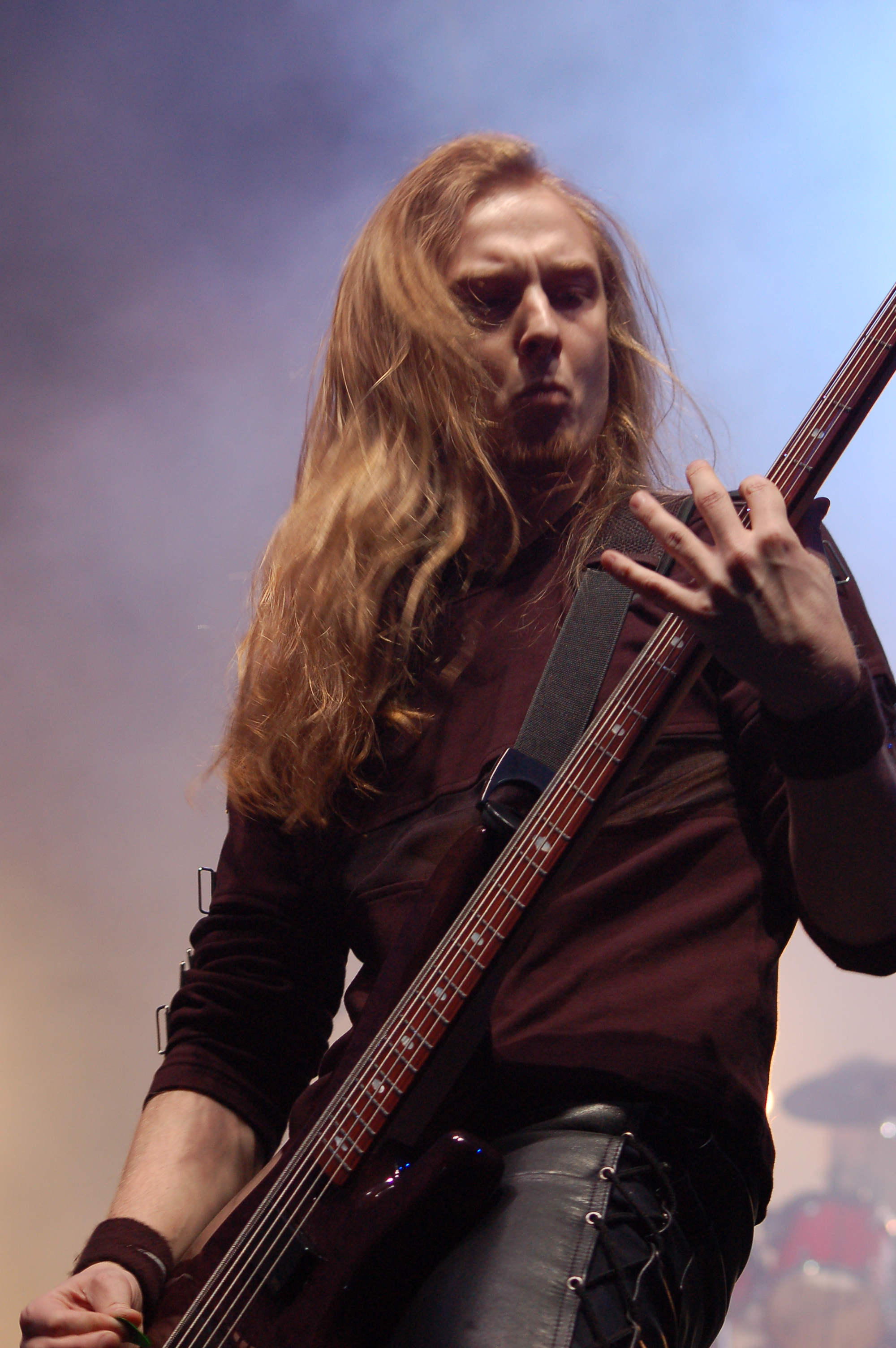
Krzysztof Kłosek

Krzysztof Kłosek (Świętochłowice, 16 de julio de 1978) cantante y bajista polaco.
Ha sido miembro de Horrorscope (2010-2012), Black From The Pit (2003-2012), Darzamat (2005-2007), Thorn.S (1999-2005, 2008-2010) y Killjoy (2008, 2009-2010).

## Discografía
- Thorn.S - From the Inside (1999)
- Thorn.S - Place Of No Return (2001)
- Thorn.S - Promo MMIII (2003)
- Black From The Pit - Doublecrow Soul (2004)
- Darzamat - Transkarpatia (2005)
- Darzamat - Live Profanity (Visiting the Graves of Heretic) (2007)